# Chamaipites hermes
Chamaipites hermes – gatunek skorka z rodziny skorkowatych i podrodziny Forficulinae. Jedyny z monotypowego rodzaju Chamaipites.
Gatunek ten opisany został w 1900 roku przez Malcolma Burra jako Anechura hermes. Do rodzaju Chamaipites przeniósł go w 1907 ten sam autor. Nazwa rodzajowa pochodzi od greckiego χαμαιπετηξ („pełzający”).
Samiec tego skorka ma ciało długości od 14 do 16 mm ze szczypcami włącznie, samica zaś pozostaje nieznana nauce. Budowa ciała jest stosunkowo przysadzista. Ubarwienie jest ciemnobrązowawoczarne z jaśniejszymi bocznymi brzegami przedplecza oraz brązowymi czułkami i szczypcami. Duża, szeroka, poprzeczna głowa ma słabo zaznaczone szwy, nabrzmiałe czoło i wypukły środek tylnego brzegu. Czułki budują stożkowate, dość grube człony, z których pierwszy jest tak długi jak rozstaw czułków, drugi kwadratowy, a trzeci i czwarty są mniej więcej równych długości. Tak długie jak szerokie i tak szerokie jak głowa przedplecze ma wypukłą krawędź przednią, zaokrąglone boki i prostą krawędź tylną. Pokrywy (tegimny) i tylne skrzydła są dobrze wykształcone. Przypłaszczony, pośrodku rozszerzony i dalej silnie zwężający się odwłok ma małe wzgórki gruczołowe na trzecim i bardzo duże na czwartym tergicie. Ostatni tergit jest silnie poprzeczny, opadający, zaopatrzony w parę guzków i zagłębienie między nimi. Przysadki odwłokowe (szczypce) są dość krótkie, o ramionach u nasady rozszerzonych, u nasady i pośrodku eliptycznych w przekroju, a u wierzchołka cylindrycznych. Na grzbietowej powierzchni każdego z ramion znajduje się bardzo duży i tępy ząb.
Owad orientalny, endemiczny dla Indonezji, znany wyłącznie z Borneo.